# Drosophila ruminahuii
Drosophila ruminahuii är en tvåvingeart som beskrevs av Ana I. Vela och José Albertino Rafael 2004. Drosophila ruminahuii ingår i släktet Drosophila och familjen daggflugor.
Artens utbredningsområde är Ecuador.